# Luis de Orléans (1640-1692)
Luis de Orleans (conocido como el caballero o conde de Charny) (Joué-les-Tours, 13 de enero de 1640-España, 1692) fue un militar al servicio de España, de origen francés y nieto por vía ilegítima de Enrique IV de Francia.

## Biografía
Fue fruto de la relación no matrimonial entre Gastón de Francia, duque de Orleans, hijo a su vez de Enrique IV de Francia; y Luisa (Louison) Rogier de La Marbellière, hija de un magistrado de la ciudad francesa de Tours.
Su nacimiento estuvo rodeado de una acerada polémica, ya que su padre se negó a reconocerlo. Además su madre fue desgraciada junto con René L'Epinay, gentilhombre y favorito del duque de Orleans. De acuerdo con las memorias de su medio hermana, Ana María Luisa de Orleans, Gastón de Orleans, preguntado por Luis en su lecho de muerte:
On lui parla du comte de Charny ; mais il ne voulut rien dire en sa faveur.

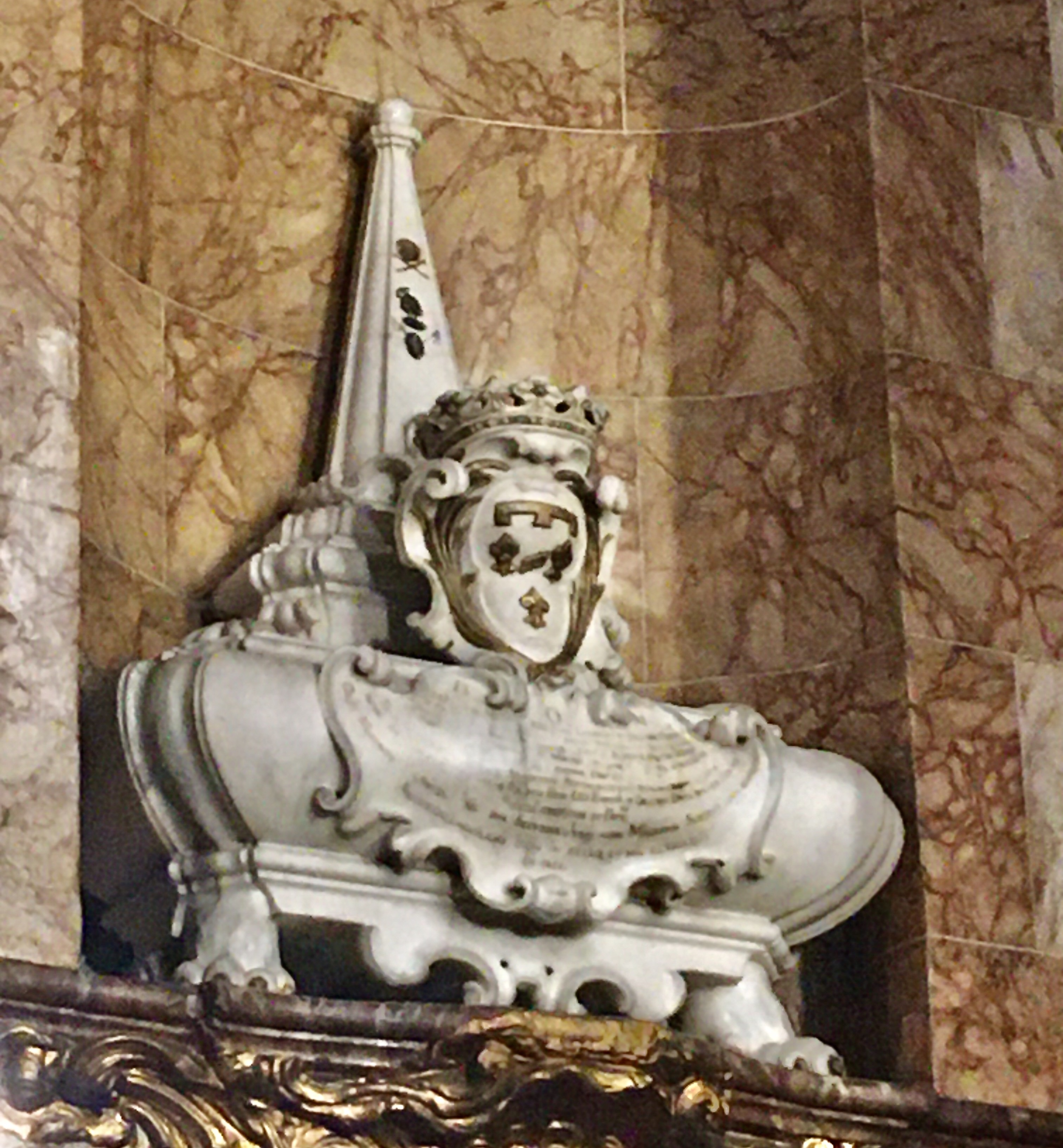
Sepultura de Luis de Orléans en la basílica pontificia de San Miguel de Madrid.

En su primera juventud fue protegido por su medio hermana, Ana María Luisa de Orléans, la Grande Mademoiselle. Esta cuenta en sus memorias la belleza del joven y como lo sacó del colegio de los Jesuitas de Tours donde estudiaba. Además fue quien le dio el nombre de Charny, tierra de uno de los señoríos de Ana María Luisa. Posteriormente acompañó al mariscal de Grammont en la época de las bodas de Luis XIV con la infanta María Teresa. Pasó de esta forma al servicio de España, combatiendo en la Guerra de Portugal. Llegó al grado de general. Entre otros empleos militares fue capitán general de Extremadura y gobernador de Orán (circa 1691). También fue gentilhombre de cámara del rey de España. También conoció en Madrid a la célebre memorialista francesa Madame d'Aulnoy quien lo cita en sus Memorias de la corte de España.
Tras su muerte en España fue enterrado en la madrileña iglesia de los Santos Justo y Pastor, hoy basílica pontificia de San Miguel.
De su relación con Isabel de Watteville tuvo un hijo ilegítimo, Manuel o Manuel Luis. Este también seguiría los pasos de su padre, siendo militar al servicio de España. Además tuvo otra hija, monja profesa del Real Monasterio de Santa Isabel de Madrid bajo el nombre de María Antonia de San Pedro.

### Individuales
1. ↑  Achaintre, Nicolas Louis (1825). Histoire Généalogique Et Chronologique de la Maison Royale de Bourbon (en francés). Mansut. pp. 95-96. Consultado el 20 de febrero de 2021.
2. ↑  Dangeau, Felipe de Courcillon, marquis de (1855). Journal du marquis de Dangeau: 1692-1694 (en francés). Tomo cuarto (1692-1693-1694). París: Firmin Didot frères. p. 156. Consultado el 20 de febrero de 2021.
3. ↑  Dussieux, Louis (1872). Généalogie de la maison de Bourbon: de 1256 à 1871 (en francés). París: Lecoffre Fils et Cie. p. 126. Consultado el 20 de febrero de 2021.
4. ↑  «Nouveaux documents sur les comédiens de campagne et la vie de Molière. Chapitre deuxième. M. de Modène, ses deux femmes et Madelaine Béjart». Revue historique et archéologique du Maine (en francés) (Imprimerie Monnoyer) 18: 194. 1885. Consultado el 21 de febrero de 2021.
5. ↑  Bassompierre, Francisco de (1877). Journal de ma vie: mémoire du maréchal de Bassompierre (en francés). La Société de l'histoire de France. p. 300. Consultado el 21 de febrero de 2021.
6. ↑  Tallemant des Réaux, Gédéon (1861). Les historiettes... (en francés). Garnier. pp. 96-97. Consultado el 21 de febrero de 2021.
7. ↑  Citado en Deguin, Yohann (27 de septiembre de 2021). «Mademoiselle, fille de Monsieur : le prince et le père dans les Mémoires de la Grande Mademoiselle». Bulletin du Centre de recherche du château de Versailles. Sociétés de cour en Europe, XVIe-XIXe siècle - European Court Societies, 16th to 19th Centuries (en francés). ISSN 1958-9271. doi:10.4000/crcv.20979. Consultado el 15 de enero de 2022.
8. ↑  Orleans, Ana María Luisa de; duquesa de Montpensier (1858). Mémoires de Mlle de Montpensier...: Collationnés sur le manuscrit autographe (en francés). pp. 274-275. Consultado el 21 de febrero de 2021.
9. ↑  Menezes, Luis de; conde de Ericeira (1698). Historia de Portugal restaurado (en portugués de Brasil). Galrao. p. 769. Consultado el 21 de febrero de 2021.
10. ↑  Mascarenhas, Jeronymo de (1663). Campaña de Portugal por la parte de Estremadura. El año de 1662. Diego Diaz de la Carrera. p. 25. Consultado el 21 de febrero de 2021.
11. ↑  Ximénez de Sandoval, C. (1867). Las inscripciones de Orán y Mazalquivir: noticias históricas sobre ambas plazas, desde la conquista hasta su abandono en 1792. Madrid: Estab. Tip. de R. Vicente. p. 53.
12. ↑  Tesauro, conde Emanuele (1682). Filosofia moral derivada de la altafuente del grande Aristoteles stagirita. Imp. de Craesbeeck de Mello. Consultado el 21 de febrero de 2021.
13. ↑  Aulnoy, Madame d' (1692). Relation du voyage d'Espagne (en francés). La Haya: Chez Henri van Bulderen, marchand libraire. p. 124. Consultado el 21 de febrero de 2021.
14. ↑  Comella Gutiérrez, Beatriz (2004). «La jurisdicción eclesiástica palatina en el Real Monasterio de Santa Isabel de Madrid, durante el primer tercio del siglo XX, según el Libro de Profesiones». La clausura femenina en España : actas del simposium : 1/4-IX-2004,  Vol. 1, 2004, ISBN 84-89942-38-2, págs. 497-512 (Real Centro Universitario Escorial-María Cristina): 497-512. ISBN 978-84-89942-37-0. Consultado el 21 de febrero de 2021.